# Schüßlersgrund
Koordinaten: 50° 35′ 42″ N, 10° 45′ 50″ O
Das Naturschutzgebiet Schüßlersgrund liegt im Landkreis Hildburghausen in Thüringen. Das Gebiet erstreckt sich westlich von Vesser, einem Ortsteil der Stadt Suhl, im Biosphärenreservat Thüringer Wald.

## Bedeutung
Das 48,3 ha große Gebiet mit der Kennung 463 wurde im Jahr 2006 unter Naturschutz gestellt. 